# Mirgissa

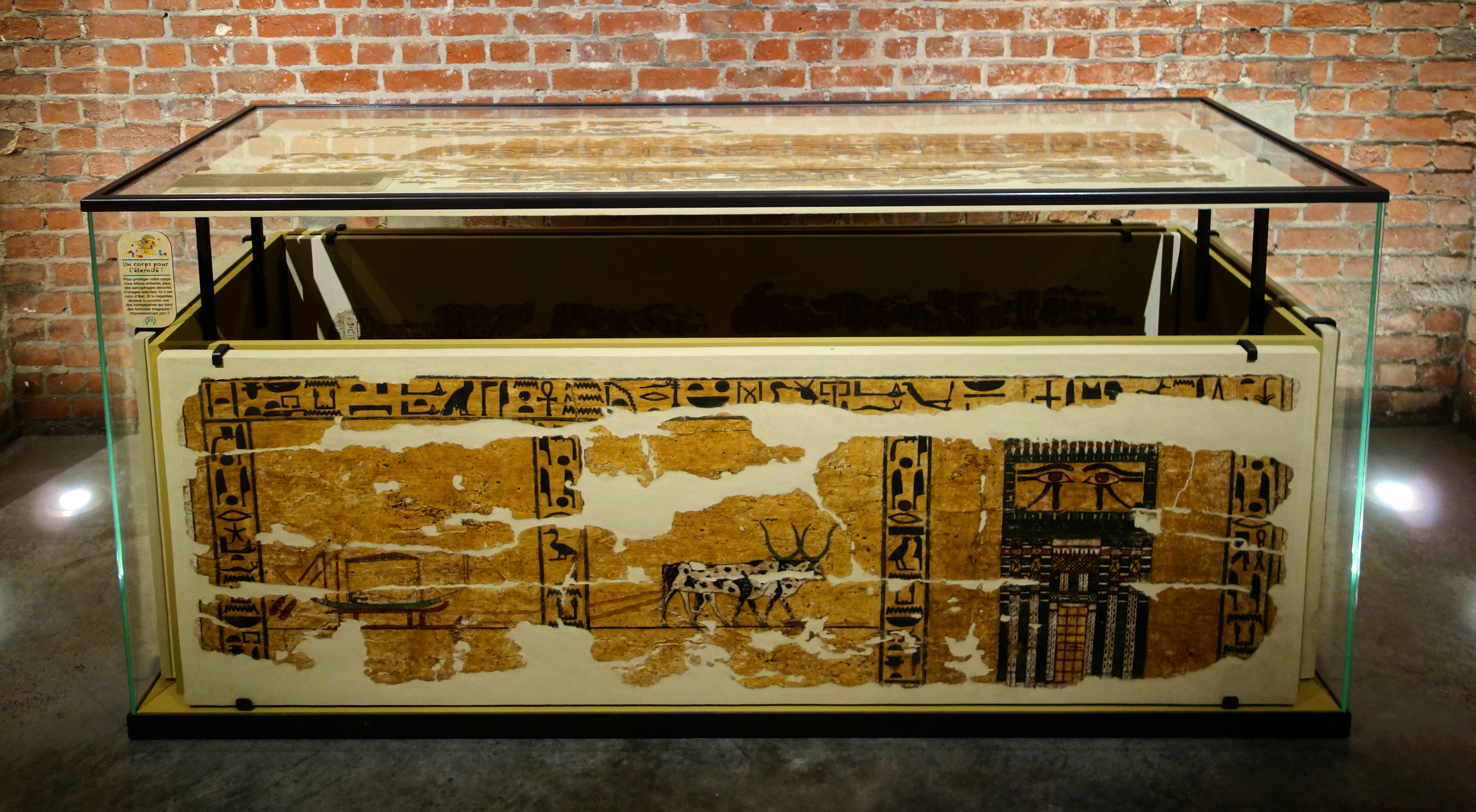
Sarg des Mittleren Reiches aus Mirgissa

Am ehemaligen sudanesischen Westufer des Nils lag der Ort Mirgissa (altägyptisch Iqen). In unmittelbarer Nähe wurde im Mittleren Reich unter Sesostris III. eine altägyptische Festung zum Zweck der Grenzsicherung zu Nubien erbaut. Seit der Fertigstellung des Assuan-Staudammes ist das ehemalige Westufer vom Nubia-See überflutet. 
Die Festung, etwa 334 Kilometer südlich von Assuan entfernt, lag im Bereich des zweiten Nil-Katarakts und war mit einer Größe von etwa 4 Hektar (40.000 m²) die größte Anlage der elf nubischen Grenzfestungen. 